# Ян Кухта
Ян Кухта (чеськ. Jan Kuchta, нар. 8 січня 1997, Прага) — чеський футболіст, нападник клубу «Спарта» (Прага) та національної збірної Чехії.
Виступав, зокрема, за клуб «Славія».
Чемпіон Чехії. Володар Кубка Чехії.

## Клубна кар'єра
Народився 8 січня 1997 року в місті Прага. Вихованець юнацьких команд футбольних клубів «Спарта» (Прага), «Славія».
У дорослому футболі дебютував 2015 року виступами за команду «Славія», в якій провів один сезон, взявши участь в одному матчі чемпіонату.
У 2016 році провів дві гри в складі турецького клубу «Галатасарай».
Згодом з 2017 по 2020 роки на правах оренди грав у складі команд «Словацко», «Вікторія» (Жижков), «Теплиці» та «Слован» (Ліберець).
2020 року повернувся до клубу «Славія». Цього разу провів у складі його команди два сезони. Більшість часу, проведеного у складі «Славії», був основним гравцем атакувальної ланки команди. У складі «Славії» став найкращим бомбардиром чеської першості разом із Адамом Гложеком.
Протягом 2022 року захищав кольори російського клубу «Локомотив» (Москва) підписавши з ним контракт до 2026 року.
До складу клубу «Спарта» (Прага) повернувся 2022 року на правах оренди. У червні 2023 року уклав повноцінний контракт із клубом з Праги.

## Виступи за збірні
2015 року дебютував у складі юнацької збірної Чехії (U-19), загалом на юнацькому рівні взяв участь у 6 іграх, відзначившись 3 забитими голами.
2021 року дебютував в офіційних матчах у складі національної збірної Чехії.
| Дата       | Місто        | Господарі  | Результат  | Гості      | Турнір                               | Голи | Примітки |
| ---------- | ------------ | ---------- | ---------- | ---------- | ------------------------------------ | ---- | -------- |
| 8-10-2021  | Прага        | Чехія      | 2 – 2      | Уельс      | Відбір до ЧС 2022                    | -    | 83'      |
| 11-10-2021 | Казань       | Білорусь   | 0 – 2      | Чехія      | Відбір до ЧС 2022                    | -    | 88'      |
| 11-11-2021 | Оломоуць     | Чехія      | 7 – 0      | Кувейт     | товариський матч                     | -    | 61'      |
| 16-11-2021 | Прага        | Чехія      | 2 – 0      | Естонія    | Відбір до ЧС 2022                    | -    | 61'      |
| 24-3-2022  | Стокгольм    | Швеція     | 1 – 0 д.ч. | Чехія      | Відбір до ЧС 2022                    | -    | 83'      |
| 29-3-2022  | Кардіфф      | Уельс      | 1 – 1      | Чехія      | товариський матч                     | -    | 46'      |
| 2-6-2022   | Прага        | Чехія      | 2 – 1      | Швейцарія  | Ліга націй УЄФА 2022-2023 - 1-й етап | 1    | 67'      |
| 5-6-2022   | Прага        | Чехія      | 2 – 2      | Іспанія    | Ліга націй УЄФА 2022-2023 - 1-й етап | 1    | 78'      |
| 9-6-2022   | Лісабон      | Португалія | 2 – 0      | Чехія      | Ліга націй УЄФА 2022-2023 - 1-й етап | -    | 46'      |
| 12-6-2022  | Малага       | Іспанія    | 2 – 0      | Чехія      | Ліга націй УЄФА 2022-2023 - 1-й етап | -    | 59'      |
| 24-9-2022  | Прага        | Чехія      | 0 – 4      | Португалія | Ліга націй УЄФА 2022-2023 - 1-й етап | -    | 77'      |
| 27-9-2022  | Санкт-Галлен | Швейцарія  | 2 – 1      | Чехія      | Ліга націй УЄФА 2022-2023 - 1-й етап | -    | 64'      |
| 24-3-2023  | Прага        | Чехія      | 3 – 1      | Польща     | Відбір до ЧЄ 2024                    | 1    | 71'      |
| 27-3-2023  | Кишинів      | Молдова    | 0 – 0      | Чехія      | Відбір до ЧЄ 2024                    | -    | 73'      |
| Усього     |              | Матчів     | 14         |            | Голів                                | 3    |          |

## Титули і досягнення

### Командні
- Чемпіон Чехії (3):

«Славія»: 2020–2021
«Спарта»: 2022–2023, 2023–2024
- Володар Кубка Чехії (2):

«Славія»: 2020–2021
«Спарта»: 2023–2024

### Особисті
- Найкращий бомбардир чемпіонату Чехії (1):

2020–2021 (15 голів)